# Liotella polypleura
Liotella polypleura is een slakkensoort uit de familie van de Skeneidae. De wetenschappelijke naam van de soort is voor het eerst geldig gepubliceerd in 1904 door Hedley.